# Стоян Колев
Стоян Колев Петров е бивш български футболист, вратар. Роден е на 3 февруари 1976 г. в град Сливен.

## Кариера
Родом от Сливен, Колев започва своята професионална футболна кариера в местния отбор, в който играе от 1994 г. до 1997 г. В началото на 1998 г. преминава в Локомотив (Пловдив). През 2001 г. Аспарух Никодимов го привлича в ЦСКА (София). Колев прекарва кратък престой под наем в Берое, след което се завръща в ЦСКА и през 2002 г. става първи избор на вратата под ръководството на Стойчо Младенов. Колев бързо се превръща в основна фигура и стига до националния отбор. Печели титлата през 2003 г. и е избран за вратар на сезона от в-к „Труд“. Участва на Евро 2004, където е втори вратар и не записва минути.
През лятото на 2004 г. Колев се завръща в Локомотив (Пловдив), където остава до 2008 г. През 2008 г. разтрогва и преминава в румънския Оцелул. Избран е за вратар номер 3 на румънския шампионат през сезон 2008/09. В началото на 2010 г. преминава в бургаския Черноморец. Първоначално е резерва на Паскал Борел, а от 2011 е първи вратар. Избран е за вратар на годината за 2011 г.
През сезон 2011/12 не допуска гол от 25 септември 2011 г. до март 2012 г., т.е. 870 минути. Освободен е на 16 юни 2013 г..
На 7 март 2015 г. Стоян Колев приключва с активната си състезателна дейност и започва работа като треньор на вратарите на ЦСКА (София). През 2015 г. Стоян Колев подновява кариерата си, в третодивизионния Септември (София). През лятото на 2015 г. Колев се завръща в ЦСКА (София). В края на май 2016 г. печели купата на България с ЦСКА и става най-възрастния футболист играл в отбора. Изиграва последния си мач за ЦСКА срещу отбора на Миньор (Перник) спечелен с 6:1 в полза на „армейците“. На 1 юли 2016 г. Колев преминава в тима на Нефтохимик (Бургас), където остава до декември. На 21 декември 2016 г. Стоян Колев официално прекратява активната си футболна кариера.
Треньор на вратарите на ЦСКА през 2014/15. От 2017 е треньор на вратарите в Локомотив Пловдив, но в периода 12 до 19 април 2017 е временен старши треньор на тима, след уволнението на Едуард Ераносян. От началото на 2018 е треньор на вратарите във Верея Стара Загора, а от лятото на 2018 води вратарите на Арда Кърджали. На 1 май 2020 напуска Арда Кърджали. На 22 юли 2020 започва работа като треньор на вратарите на Локомотив Пловдив при Бруно Акрапович, остава на поста и при Александър Тунчев след 11 ноември 2020. На 26 юли 2021 е назначен за треньор на вратарите на ЦСКА в екипа на Стойчо Младенов. Остава и в екипа на Алън Пардю от 15 април 2022. На 6 юни 2022 е обявено, че остава в щаба и на Саша Илич. Остава и в щаба на Нестор Ел Маестро след 29 юли 2023. Остава и в щаба на Стамен Белчев след 14 април 2024.

## Отличия
- А футболна група – 1 път шампион (2003) с ЦСКА (София)
- Суперкупа на България – 1 път носител (2004) с Локомотив (Пловдив)
- Купа на България – 1 път носител (2016) с ЦСКА (София)
- Шампион на Югозападна В група с ЦСКА (София) през 2015/2016 г.

## Статистика по сезони[5]
| Клуб                | Сезон   | Дивизия         | Първенство | Първенство | Купа   | Купа   | Евротурнири | Евротурнири | Общо   | Общо   |
| Клуб                | Сезон   | Дивизия         | Мачове     | Голове     | Мачове | Голове | Мачове      | Голове      | Мачове | Голове |
| ------------------- | ------- | --------------- | ---------- | ---------- | ------ | ------ | ----------- | ----------- | ------ | ------ |
| Локомотив (Пловдив) | 1998/99 | А група         | 8          | 0          | 0      | 0      | —           | —           | 8      | 0      |
| Локомотив (Пловдив) | 1999/00 | А група         | 24         | 0          | 0      | 0      | —           | —           | 24     | 0      |
| Локомотив (Пловдив) | 2000/01 | А група         | 29         | 0          | 0      | 0      | —           | —           | 29     | 0      |
| Берое               | 2001/02 | А група         | 2          | 0          | 0      | 0      | —           | —           | 2      | 0      |
| ЦСКА (София)        | 2001/02 | А група         | 3          | 0          | 0      | 0      | 0           | 0           | 3      | 0      |
| ЦСКА (София)        | 2002/03 | А група         | 24         | 0          | 6      | 0      | 4           | 0           | 34     | 0      |
| ЦСКА (София)        | 2003/04 | А група         | 26         | 0          | 7      | 0      | 6           | 0           | 39     | 0      |
| Локомотив (Пловдив) | 2004/05 | А група         | 27         | 0          | 4      | 0      | 2           | 0           | 33     | 0      |
| Локомотив (Пловдив) | 2005/06 | А група         | 19         | 0          | 0      | 0      | 4           | 0           | 23     | 0      |
| Локомотив (Пловдив) | 2006/07 | А група         | 29         | 0          | 4      | 0      | 2           | 0           | 35     | 0      |
| Локомотив (Пловдив) | 2007/08 | А група         | 6          | 0          | 1      | 0      | —           | —           | 7      | 0      |
| Оцелул              | 2007/08 | Румънска лига I | 15         | 0          | 0      | 0      | —           | —           | 15     | 0      |
| Оцелул              | 2008/09 | Румънска лига I | 32         | 0          | 0      | 0      | —           | —           | 32     | 0      |
| Оцелул              | 2009/10 | Румънска лига I | 11         | 0          | 0      | 0      | —           | —           | 11     | 0      |
| Черноморец (Бургас) | 2009/10 | А група         | 4          | 0          | 0      | 0      | —           | —           | 3      | 0      |
| Черноморец (Бургас) | 2010/11 | А група         | 10         | 0          | 0      | 0      | —           | —           | 9      | 0      |
| Черноморец (Бургас) | 2011/12 | А група         | 28         | 0          | 2      | 1      | —           | —           | 30     | 1      |
| Черноморец (Бургас) | 2012/13 | А група         | 24         | 0          | 3      | 0      | —           | —           | 27     | 0      |
| ЦСКА (София)        | 2013/14 | А група         | 1          | 0          | 1      | 0      | —           | —           | 2      | 0      |
| ЦСКА (София)        | 2014/15 | А група         | 1          | 0          | 0      | 0      | —           | —           | 1      | 0      |
| ЦСКА (София)        | 2015/16 | В група         | 17         | 0          | 0      | 0      | —           | —           | 17     | 0      |
| Нефтохимик          | 2016/17 | Първа лига      | 4          | 0          | 1      | 0      | —           | —           | 5      | 0      |
| Общо                | Общо    | Общо            | 344        | 0          | 29     | 1      | 18          | 0           | 386    | 1      |